# Barrelene
Il barrelene (nome sistematico: biciclo[2.2.2]otta-2,5,7-triene) è un idrocarburo biciclico triinsaturo, avente formula bruta C8H8, con una struttura altamente simmetrica (gruppo puntuale D3h) e molto particolare. La molecola può essere vista come consistente di 3 ponti vinilene (–HC=CH–) connessi a 2 teste di ponte (C-H), oppure come un ponte vinilene unito al benzene nelle posizioni 1 e 4. In quanto tale, è oggetto di molte ricerche a livello teorico, anche per le possibili interazioni spaziali tra i 3 doppi legami non coniugati e per la possibilità, connessa a tali interazioni, di avere aromaticità con topologia di Möbius.
Questa struttura corrisponde formalmente a quella dell'addotto di Diels-Alder attendibile dall'acetilene con il benzene, i quali in realtà non reagiscono tra loro e quindi la sintesi del barrelene deve avvenire per altre vie (vide infra). Per converso, se il barrelene viene sottoposto a pirolisi a 250 °C, si decompone dando proprio acetilene e benzene. La disposizione geometrica del barrelene costituisce anche il nucleo strutturale del tripticene, che può essere considerato un suo omologo superiore e che ha la stessa alta simmetria D3h, e dei suoi vari analoghi, dove i ponti vinilene del barrelene sono sostituiti da gruppi orto-fenilene (o-C6H4).
Il barrelene è isomero strutturale di altre molecole parimenti interessanti, quali il cubano (idrocarburo platonico), il semibullvalene (idrocarburo flussionale) e il cicloottatetraene (idrocarburo antiaromatico nella conformazione planare, il cui dianione, che è planare, è invece aromatico con 10 elettroni π).

## Proprietà e struttura molecolare
Il barrelene in condizioni ambiente è un idrocarburo alquanto stabile cineticamente, sebbene sia un composto notevolmente endotermico: il valore calcolato dell'entalpia standard di formazione è ΔHƒ° = +329,9 kJ/mol. A temperatura ambiente si presenta come un liquido incolore, scarsamente volatile ma infiammabile, pochissimo solubile in acqua ma solubile in etere di petrolio e idrocarburi in genere. Resiste pressoché inalterato se tenuto a 200 °C per 24 h.

### Parametri strutturali
Da indagini spettrometriche di diffrazione elettronica in fase gassosa sul barrelene sono stati trovati i valori che seguono per le principali distanze di legame (r), ed angoli di legame (∠):
r(C=C) = 133,8 pm, r(C–C) = 154,1 pm, r(C–H) = 110,5 pm (valore mediato);
∠C–C=C = 112,9°, ∠C–C–C = 105,9°, ∠C=C–H = 125°.
Mentre i legami C=C hanno lunghezza pressoché normale (133,9 pm nell'etene), i legami C–C sono un po' più lunghi (3,5 pm) di quanto atteso per legami semplici tra C(sp3) e C(sp2) (~151 pm), ma sono confrontabili alle lunghezze dei legami corrispondenti nel norbornadiene. Invece, gli angoli C–C=C e C–C–C sono più stretti di diversi gradi rispetto ai loro valori di riferimento. Queste deviazioni sono state interpretate come evidenza di notevole tensione nella struttura molecolare del barrelene, come era stato anche previsto in base ai risultati di una spettroscopia fotoelettronica e a calcoli quantomeccanici teorici.
Altri calcoli quantomeccanici sul barrelene, basati sulla teoria del funzionale densità (DFT), hanno fornito i seguenti parametri strutturali, tra cui anche la differenziazione dei due tipi di legami C-H che non era stato possibile risolvere nell'indagine di diffrazione elettronica sopra riportata:
r(C=C) = 132,31 pm, r(C–C) = 153,18 pm, r(Csp2–H) = 108,06 pm; r(Csp3–H) = 108,65 pm;
∠H–Csp3−Csp2 = 113,12°, ∠Csp3–Csp2–H = 121,10°.
Si può notare che i legami C=C e C−C sono lievemente più corti rispetto ai valori sperimentali, ma quasi impercettibilmente (entro ~ 2 pm) e che i due tipi di C-H hanno lunghezze che si accordano qualitativamente con il carattere s dell'ibrido: più lungo con il Csp3 che con il C sp2. L'angolo riportato per il Csp3 (angolo esterno alla gabbia) è un po' più ampio dei 109,5°, come atteso dal valore inferiore a 109,5° trovato per gli angoli interni dalla diffrazione elettronica; l'angolo Csp3–Csp2–H supera appena i 120° previsti per l'ibridazione sp2.

## Sintesi
La sintesi del barrelene procede partendo comunque da adatti precursori di benzene e acetilene, ma più reattivi: l'ossepina (attraverso il suo tautomero benzene epossido, che si trova in equilibrio con essa) e l'1,2-bis(fenilsolfonil)etilene, rispettivamente. La reazione di Diels-Alder tra questi, in soluzione benzenica a 80 °C, porta già allo scheletro del barrelene in cui figurano un doppio legame in una delle tre "anse", un ossigeno epossidico in un'altra ansa e due sostituenti fenilsolfonilici nella terza. Nello stadio successivo l'ossigeno epossidico viene eliminato, con formazione del secondo doppio legame, per reazione con WCl6 e n-butillitio in soluzione di THF anidro. Poi, i due fenilsolfonili vengono a loro volta eliminati, con formazione del terzo doppio legame, per reazione con amalgama di sodio in metanolo anidro.

## Reazioni
Il barrelene può essere idrogenato cataliticamente (H2/PtO2, in etanolo) assorbendo 3 moli di H2, saturando così i 3 doppi legami e ottenendo quindi il corrispondente bicicloalcano, il biciclo[2.2.2.]ottano (solido incolore, p.f. 166-167 °C). La variazione di entalpia standard dell'idrogenazione completa corrisponde a ΔHr° = -392,4 ± 1,3 kJ/mol, mentre il valore calcolato per l'idrogenazione parziale di un solo doppio legame è ΔHr° = -102 kJ/mol.
Sottoposto a bromurazione con Br2 in tetracloruro di carbonio dà come prodotto prevalente un dibromoderivato con struttura trasposta.
L'epossidazione con perossimonosolfato di potassio (KHSO5) dà il corrispondente triplice epossido, il quale, per trattamento con trifluoruro di boro eterato (Et2O·BF3), si riarrangia in una struttura derivata dal cubano.
La fotolisi UV del barrelene in soluzione di isopentano, con acetone come agente fotosensibilizzatore, produce essenzialmente semibullvalene; un'irradiazione molto prolungata porta a cicloottatetraene.